# Estación Las Moscas
Las Moscas es una estación de ferrocarril ubicada en la ciudad de Las Moscas en el Departamento Uruguay, Provincia de Entre Ríos, República Argentina

## Servicios
Pertenece al Ferrocarril General Urquiza, en el ramal que une las estaciones de Federico Lacroze, en la Ciudad Autónoma de Buenos Aires y Posadas, en la Provincia de Misiones.

## Ubicación
No presta servicios de pasajeros. Por sus vías corren trenes de carga de la empresa estatal Trenes Argentinos Cargas. Pertenece al Ferrocarril General Urquiza, en el ramal que une las estaciones de Zárate en la Provincia de Buenos Aires y Posadas en la Provincia de Misiones.